# セルヒオ・カナレス
セルヒオ・カナレス・マドラーソ（Sergio Canales Madrazo, 1991年2月16日 - ）は、スペイン・カンタブリア州サンタンデール出身のサッカー選手。リーガMX・CFモンテレイ所属。スペイン代表。ポジションはMF。
セカンドトップや左サイドハーフでのプレーが多いが、本人は「トップ下が最適」だと語っている。

## クラブ経歴

### ラシン・サンタンデール
サン・アグスティンというクラブから2000年にラシン・サンタンデールの下部組織に加入した。2008-09シーズンにトップチームに昇格し、2008年9月18日にUEFAカップのFCホンカ戦でデビューを果たした。同年10月5日、CAオサスナ戦でリーガ・エスパニョーラ初出場を果たした。2010年1月9日のアウェーでのセビージャ戦では自身の2得点でチームを1-2の勝利に導いた。1週間後のレアル・バリャドリード戦でもゴールを決めた。
これらの活躍から2009-10シーズン冬の移籍市場での動向が注目されたが、2010年2月、シーズン終了後に移籍金450万ユーロの6年契約でレアル・マドリードへ移籍することが発表された。その後、まだラシン在籍中にも関わらず、レアル・マドリードのエンブレムにキスをしている写真がマルカ紙に掲載され、ラシンサポーターから批判を浴びた。

### レアル・マドリード
8月4日のクラブ・アメリカとの親善試合でデビュー。開幕戦のRCDマジョルカ戦でレアル・マドリードでのリーガデビューを飾った。その後、レアル・マドリードの公式サイトにて、カナレスと同じくカンタブリア州出身のフランシスコ・ヘントから「今シーズン、君がこのカップを勝ち取ることを祈っている。継続性と献身があれば、私に並ぶことだってできる」と激励を受けた。
しかし、開幕戦以降はあまり多くの出場機会を与えられず、11月10日のコパ・デル・レイ、レアル・ムルシア戦で先発出場した際も、ジョゼ・モウリーニョから「カナレスのプレーは好きじゃなかった」とハーフタイムで交代させられるなど厳しい状況にあり、その後の処遇が注目を集めていたが、モウリーニョから信頼を勝ち取れず2011年8月にバレンシアCF2年間のレンタル移籍が決定。

### バレンシア
シーズン序盤から主力として活躍するも、10月23日アスレティック・ビルバオ戦で右膝前十字じん帯を断裂し、最長6カ月の離脱となる。翌年4月に復帰するも、4月22日UEFAヨーロッパリーグ準決勝、アトレティコ・マドリードとの第2戦で再び同箇所を痛め全治6カ月と診断され、そのままシーズンを終える事となった。
シーズン中からバレンシアはレンタル期間延長や買取オプションの行使を希望しており、本人からも完全移籍を希望する発言が見られていたが、2012年7月19日、750万ユーロで完全移籍が決まった。レアル・マドリードには2シーズンの買戻しオプションがある。

### レアル・ソシエダ
2014年1月31日、レアル・ソシエダへ移籍。契約期間は4年6ヵ月。ソシエダでは主力となったが、2015年12月に行われた第17節の対レアル・マドリード戦でキャリア3度目となる左膝前十字じん帯断裂の重傷を負い、全治8ヵ月となった。2016年9月のUDラス・パルマス戦で復帰、ソシエダでは4年半で160試合出場12ゴール23アシストを記録したが、2017-2018シーズンは途中出場も多く、2018年6月に契約満了により退団。

### レアル・ベティス
2018年7月3日、レアル・ベティスに加入。契約期間は4年間で移籍金はフリー。カナレスの加入については同じサンタンデール出身で以前から高く評価していたキケ・セティエン監督たっての希望で、指揮官からの全幅の信頼を受けたカナレスは得意のドリブルと豊富な運動量で復活を印象付ける活躍を見せた。
2021-22シーズンはキャリアハイとなる8ゴール12アシストを記録し、ベティスを17年ぶりのコパ・デル・レイ優勝に導いた。

### モンテレイ
2023年7月24日、昨シーズン終了後にベティスの象徴的な選手であったホアキン・サンチェスが引退したことによって新たにチームのキャプテンに任命されたが、リーガMXのCFモンテレイに2026年夏までの3年契約で移籍した。

## 代表経歴
世代別代表にも選出されており、2008年にはU-17欧州選手権スペイン代表として優勝を経験した。
ベティスでの活躍が認められて、2019年3月23日に行われたUEFA EURO 2020予選対ノルウェー戦で28歳にしてスペイン代表デビューを果たした。

## 個人成績

### クラブ
2023年6月30日現在 
| クラブ             | シーズン | ディビジョン | リーグ戦 | リーグ戦 | カップ戦 | カップ戦 | スーパー杯 | スーパー杯 | 国際大会 | 国際大会 | その他 | その他 | 通算 | 通算 |
| クラブ             | シーズン | ディビジョン | 出場     | 得点     | 出場     | 得点     | 出場       | 得点       | 出場     | 得点     | 出場   | 得点   | 出場 | 得点 |
| ------------------ | -------- | ------------ | -------- | -------- | -------- | -------- | ---------- | ---------- | -------- | -------- | ------ | ------ | ---- | ---- |
| ラシン             | 2008-09  | ラ・リーガ   | 6        | 0        | -        | -        | -          | -          | 1        | 0        | -      | -      | 7    | 0    |
| ラシン             | 2009-10  | ラ・リーガ   | 26       | 6        | 5        | 1        | -          | -          | -        | -        | -      | -      | 31   | 7    |
| ラシン             | 通算     | 通算         | 32       | 6        | 5        | 1        | -          | -          | 1        | 0        | -      | -      | 38   | 7    |
| レアル・マドリード | 2010-11  | ラ・リーガ   | 10       | 0        | 3        | 0        | -          | -          | 2        | 0        | -      | -      | 15   | 0    |
| レアル・マドリード | 通算     | 通算         | 10       | 0        | 3        | 0        | -          | -          | 2        | 0        | -      | -      | 15   | 0    |
| バレンシア         | 2011-12  | ラ・リーガ   | 11       | 1        | -        | -        | -          | -          | 5        | 0        | -      | -      | 16   | 1    |
| バレンシア         | 2012-13  | ラ・リーガ   | 13       | 2        | 1        | 0        | -          | -          | 1        | 0        | -      | -      | 15   | 2    |
| バレンシア         | 2013-14  | ラ・リーガ   | 19       | 0        | 3        | 0        | -          | -          | 5        | 2        | -      | -      | 27   | 2    |
| バレンシア         | 通算     | 通算         | 43       | 3        | 4        | 0        | -          | -          | 11       | 2        | -      | -      | 58   | 5    |
| レアル・ソシエダ   | 2013-14  | ラ・リーガ   | 16       | 2        | 2        | 0        | -          | -          | -        | -        | -      | -      | 18   | 2    |
| レアル・ソシエダ   | 2014-15  | ラ・リーガ   | 36       | 4        | 3        | 0        | -          | -          | 4        | 1        | -      | -      | 43   | 5    |
| レアル・ソシエダ   | 2015-16  | ラ・リーガ   | 16       | 0        | 2        | 1        | -          | -          | -        | -        | -      | -      | 17   | 1    |
| レアル・ソシエダ   | 2016-17  | ラ・リーガ   | 31       | 0        | 6        | 0        | -          | -          | -        | -        | -      | -      | 37   | 0    |
| レアル・ソシエダ   | 2017-18  | ラ・リーガ   | 36       | 4        | 2        | 1        | -          | -          | 7        | 0        | -      | -      | 45   | 5    |
| レアル・ソシエダ   | 通算     | 通算         | 134      | 10       | 15       | 2        | -          | -          | 11       | 1        | -      | -      | 160  | 13   |
| レアル・ベティス   | 2018-19  | ラ・リーガ   | 32       | 7        | 8        | 1        | -          | -          | 6        | 1        | -      | -      | 46   | 9    |
| レアル・ベティス   | 2019-20  | ラ・リーガ   | 36       | 6        | 1        | 0        | -          | -          | -        | -        | -      | -      | 37   | 6    |
| レアル・ベティス   | 2020-21  | ラ・リーガ   | 31       | 8        | 3        | 2        | -          | -          | -        | -        | -      | -      | 34   | 10   |
| レアル・ベティス   | 2021-22  | ラ・リーガ   | 34       | 5        | 6        | 2        | -          | -          | 8        | 1        | -      | -      | 48   | 8    |
| レアル・ベティス   | 2022-23  | ラ・リーガ   | 31       | 4        | 2        | 0        | -          | -          | 8        | 2        | 1      | 0      | 42   | 6    |
| レアル・ベティス   | 通算     | 通算         | 164      | 30       | 20       | 5        | -          | -          | 22       | 4        | 1      | 0      | 207  | 39   |
| 総通算             | 総通算   | 総通算       | 384      | 49       | 48       | 8        | 0          | 0          | 47       | 7        | 1      | 0      | 480  | 64   |

### 試合数
- 国際Aマッチ 11試合 1得点（2019年 - ）[15]

| スペイン代表 | 国際Aマッチ | 国際Aマッチ |
| 年           | 出場        | 得点        |
| ------------ | ----------- | ----------- |
| 2019         | 2           | 0           |
| 2020         | 6           | 1           |
| 2021         | 2           | 0           |
| 2023         | 1           | 0           |
| 通算         | 11          | 1           |

### ゴール
| #  | 開催年月日     | 開催地                                   | 対戦国   | スコア | 結果  | 試合概要     |
| -- | -------------- | ---------------------------------------- | -------- | ------ | ----- | ------------ |
| 1. | 2020年11月11日 | アムステルダム、ヨハン・クライフ・アレナ | オランダ | 0 - 1  | 1 - 1 | 国際親善試合 |

## タイトル
出典 : 

### クラブ
レアル・マドリード
- コパ・デル・レイ: 2010-11

レアル・ベティス
- コパ・デル・レイ: 2021-22

### 代表
U-17スペイン代表
- UEFA U-17欧州選手権: 2008

U-21スペイン代表
- UEFA U-21欧州選手権: 2013

スペイン代表
- UEFAネーションズリーグ: 2022-23

### 個人
- UEFA選出ラ・リーガベストイレブン: 2018-19